# Tagaeri
Los tagaeri (denominados también como aucas o patas coloradas) son un grupo humano indígena aislado voluntariamente del mundo moderno, en el territorio de Ecuador. Son un grupo no contactado y, por lo tanto, datos relacionados con esta etnia son severamente escasos.

## Historia
En 1987, monseñor Alejandro Labaka y la hermana Inés Arango fueron lanceados en el corazón de la Amazonía. La historia de un pueblo que gritaba con su silencio de lanzas el deseo de permanecer viviendo libres en el que siempre fue su mundo: la selva.
Eran los Tagaeri, familia Huaorani perteneciente al gran clan del Coca. De 1958 hasta 1977 la fama de ferocidad de este clan creció debido a los múltiples “ataques” al naciente poblado del Coca, algunos de ellos originados en la resistencia a ser reducidos al río Tihuaeno por el Instituto Lingüístico de Verano (ILV), organización evangélica norteamericana.
Tagaeri significa el grupo de Taga, nombre del guerrero huaorani que desde 1968 condujo a sus familiares lejos de los huaorani (familias huaorani enemigas) y de los cohuodii (extraños que habían propiciado o protagonizado la muerte de sus familiares o su desplazamiento en medio de un torbellino de lanzas.

## División del gran clan
Hasta el siglo XIX ninguno de los pueblos vecinos se refería a ellos como seres particularmente agresivos.
Pero el nuevo siglo trajo consigo demasiados acontecimientos inentendibles para los habitantes amazónicos: la explotación del caucho, la llegada de los misioneros, las epidemias, la disputa por territorios, la apertura de caminos, la colonización y la fiebre petrolera.
Estos violentos acontecimientos pusieron serias presiones sobre la forma de vivir de los pueblos de la Amazonía, al extremo de acabar con los Tetetes y quebrantar las posibilidades de subsistencia de otros grupos cambiando por completo la geografía humana de la región y el ánimo de sus habitantes. Las disputas internas entre los Huaorani, que se habían agudizado durante los años cuarenta y cincuenta, en los sesenta hicieron inevitable su división. El guerrero huaorani Babe, primo de Taga, recuerda así la división del gran clan: “Kimontare era hermano de mi papá. Cuando murió mi padre, Kimontare cogió el mando. Fue todavía más cruel que Nihua. Aumentaron las peleas en la familia. Por la pena de la muerte de su papá, Dabo mató a Buganei, la preferida de las mujeres de Nihua, con cinco lanzas. También mató a Kimontare. Por eso su familia, liderada por su hijo mayor Taga, abandonó la región. Name y muchos otros, hasta unos quince, estaban con él; los Tagaeri corrieron hacia abajo, nosotros fuimos hacia arriba.
Miguel Ángel Cabodevilla, misionero capuchino, nos explica que cuando muere alguien joven dentro del grupo huaorani, esto provoca una reacción terrible en varios sentidos. Primero, si es que el muerto es jefe de un clan, hay una pelea por la dirección del mismo; segundo, porque para los huaorani la venganza es ineludible, la muerte ocasiona una cadena ininterrumpida de agresiones”. Así es como la muerte de Kimontare, jefe guerrero huaorani y padre de Taga originó la ruptura. La venganza de los Tagaeri y la rivalidad con el grupo de Babe continúan hasta hoy.

## Entre la tradición y la civilización
Los tagaeri pertenecen a una rama de la etnia huaorani que ha permanecido sin contacto con la civilización, y tras los hechos de noviembre, en enero de 2001 volvieron a mostrarse. Fueron vistos por un grupo de turistas a los que pretendieron atacar, cerca de la comunidad de Bataburo, aseguró Richard Irma, dirigente huaorani de la zona.
"Al principio los extranjeros trataron de fotografiarlos creyendo que se trataba de huaoranis civilizados, pero al notar la violencia con la que se acercaron, los guías realizaron disparos al aire para evitar que los turistas fueran lanceados", señaló el líder indígena.
Irma agregó que han podido identificar a dos grupos de tagaeri, uno que ha sido avistado en ocasiones anteriores, que tiene como líder a Taga, y otro, que es comandado por Taromenalli; ambos grupos viven en bohíos que han sido ya localizados por los huaoranis de su comunidad, en las riberas de los ríos Cuchillacku, Tigüino y Bataburo, en la provincia de Pastaza. "Están armados con lanzas de hasta dos metros y medio de largo y con pelo hasta las caderas, que andan completamente desnudos y son muy temidos por su violencia ya que matan sin piedad", dijo Irma.
La intención de Richard Ima, de localizar y civilizar a los pata colorada, fue rechazada por la Organización de la Nacionalidad Huaorani de la Amazonia Ecuatoriana (Onhae), con sede en Puyo. "No podemos prestarnos para que sean sometidos a la civilización del blanco, pues es el único grupo que conserva intactas nuestras tradiciones huaoranis ancestrales, que se perdieron con la evangelización del Instituto Lingüístico de Verano, entre 1957 y 1967", señaló Niwtza y culminó diciendo que los tagaeri se ven obligados a salir de su territorio ante el acoso de colonos, petroleras e indígenas de otras etnias.

## Ubicación
Dentro del Parque nacional Yasuní (en Ecuador) .

## Idioma
Wao Terero, es un idioma no clasificado.